# Feim Ibrahimi
Feim Ibrahimi, född 20 oktober 1935 i Gjirokastër, Albanien, död 2 augusti 1997 i Turin, Italien, var en albansk kompositör.
Feim Ibrahimi var i huvudsak självlärd som kompositör, verksam för det mesta i Albanien. Han var inskriven 1962-1966 vid ett musikkonservatorium i Tirana och arbetade sedermera 1966–1973 som pedagog och som rektor 1973–1977 på konservatoriet. Hans mest signifikanta tjänst var som musiksekreterare för Albaniens författar- och konstnärsförbund 1977–1991. Han innehade också en tjänst 1991–1992 som direktör för Tiranas opera, teater och balett. 1992-1997 gav han undervisning i komposition.
Som en musiksekreterare under Albaniens långa period av kulturell isolering visade han sig förmögen som organisatör och utövade ett stort inflytande på det musikaliska livet i landet. Trots hans plikt att främja socialistisk realism försökte han genom sina officiella utlandsresor att hålla sig uppdaterad i internationell musikliv. Han experimenterade med atonal musik och introducerade avantgardefigur som Stabler. Efter kommunismens fall arbetade han att närma albansk musik med europeisk musik. 1991 var han styresman för Styrelsen för nationell musik. I hemlandet grundade han 1992 en musikfestival och 1994 en musikförening i försök att organisera kulturella evenemang och skapa en högskola för musikbegåvade barn.
1989 tilldelades Ibrahimi titeln "Folkets artist" för sina artistiska meriter och postumt även andra hederstitlar. Ibrahimi har vunnit många nationella tävlingar, av vilka den största är Majkonserterna som hålls sedan 1967, för kreativit skapande. 1990 gav han en föreläsning av sin egen musik, som organiserades av det tyska operahuset Aalto-Theater. 1994 studerade han elektroakustisk musik i Salzburg i Österrike. Ibrahimi komponerade i nästintill alla genrer.